# Bolyphantes kolosvaryi
Bolyphantes kolosvaryi là một loài nhện trong họ Linyphiidae.
Loài này thuộc chi Bolyphantes. Bolyphantes kolosvaryi được Lodovico di Caporiacco miêu tả năm 1936.